# Llacuna de la Zaida
La Llacuna de la Zaída es troba a 2 km al nord-oest de la llacuna de Gallocanta a la comarca del Camp de Daroca, província de Saragossa, Aragó.
La llacuna de la Zaida fa aproximadament 100 hectàres de superfície (1 km²), hi drena la part septentrional de la conca de Gallocanta i és la segona llacuna més gran del sistema de llacunes de Gallocanta. De la mateixa manera que a Gallocanta,la Zaida és un lloc important per a les aus, especialment els grúids en la seva migracióentre el nord d'Àfrica i Escandinàvia.
També s'han trobat espècies poc comunes de plantes com Puccinellia pungens.
Una vegada cada dos anys, la llacuna de la Zaída és drenada per dedicar-la a l'agricultura.